# Шактаржык, Калгажык Ондарович
Шактаржык Калгажык Ондарович (05.01.1932 — 2006) — первый кандидат географических наук Тувинской АССР, создатель географической карты Тувинской АССР, автор учебника «География Тувы», первый тувинский ученый-географ, сыгравший огромную роль в становлении и развитии географической науки в Туве.

## Биография
Калга Шактаржык родился 5 января 1932 года и вырос в поселке «Зеленая роща» Улуг-Хемского кожууна. Закончил 4 класс Чаатинской школы. Затем учился в Шагаан-Арыгской школе и окончил 7 классов. В 1952 году был переведен в школу № 2 г. Кызыла и закончил 10 классов с серебряной медалью. В 1958 г. с красным дипломом окончил географический факультет Московского государственного университета им. Ломоносова.

## Трудовая деятельность
С 1958 по 1959 год работал в качестве инженера-топографа Новосибирского аэрогеодезического предприятия в г. Минусинске;
С 1959 по 1962 год — учителем Кызылской школы-интерната;
С 1962 по 1965 год обучался в очной аспирантуре МГУ;
С 1965 по 1966 год преподавал в Кызылском государственном педагогическом институте;
В 1966 году защитил кандидатскую диссертацию на тему «Земельные и водные ресурсы Тувинской АССР».
С 1966 по 1975 год старший научный сотрудник, затем заведующий сектором экономики;
С 1975 года переведен в Институт экономики и ОПП СО АН СССР заведующим Тувинской лабораторией;
Возглавил Тувинскую лабораторию — первую ячейку Академии наук в Туве. Сотрудники лаборатории исследовали вопросы освоения природных ресурсов, целесообразности строительства железной дороги, другие экономические проблемы, условия формирования и закономерности размещения рудных месторождений.
В 1987 г. в связи с реорганизацией переведен в Тувинский институт комплексного освоения природных ресурсов старшим научным сотрудником лаборатории региональной экономики.
В 1972 г. утвержден ВАКом в звании старшего научного сотрудникам по специальности «Общая физическая география и география частей света».

## Труды
У Калгажика Ондаровича более 100 научных трудов. Он — соавтор и редактор «Экономики Тувинской АССР» — классического труда по экономике республики, автор раздела «Тувинская АССР» для ежегодников Большой Советской энциклопедии. Принял активное участие в подготовке административной, физической и экономической карты республики, учебника «География Тувы», пособия по краеведению «Рассказы о Туве».
Калгажик Ондарович активно ввел общественную работу в республике, избирался депутатом Кызылского городского Совета, был одним из известных лекторов Тувы, руководил Кызылской городской и республиканской организациями общества «Знание». Участвовал в соревнованиях, организованных газетой «Комсомольская правда», и выполнил норму II спортивного разряда по шахматам, был двукратным чемпионом по вольной борьбе среди студентов Москвы.
Его не стало в 2006 году.

## Награды и звания
- Орден Славы
- Почетный знак Всесоюзного общества «Знание»
- Почетная Грамота горкома КПСС
- заслуженный работник науки Тувинской АССР
- член географического общества СССР